# エインズリー・メイトランド＝ナイルズ
エインズリー・コリー・メイトランド＝ナイルズ（Ainsley Cory Maitland-Niles, 1997年8月29日 - ）は、イングランド・ロンドンレッドブリッジ区出身のサッカー選手。リーグ・アン・オリンピック・リヨン所属。元イングランド代表。ポジションはMF、DF。

## 経歴

### クラブ
6歳でアーセナルのアカデミーに入団。以来順調にステップアップを重ね、2014年10月に最初のプロ契約を結んだ。2014年12月のUEFAチャンピオンズリーグ・ガラタサライSK戦で、ハーフタイムにアーロン・ラムジーと交代しトップチームデビュー。17歳109日でのチャンピオンズリーグ出場はジャック・ウィルシャーに次ぐクラブ史上2番目に若い記録となった。同月のニューカッスル・ユナイテッドFC戦でアディショナルタイムにチェンバレンと交代しプレミアリーグデビュー。
2015年7月、1シーズンの契約でイプスウィッチ・タウンFCにローン移籍することが発表された。2018年6月、アーセナルとの契約を延長したことを発表した。
2018-19シーズンはサイドバックの選手の負傷が続出したため、主に左サイドバックで出場機会を得た。
2019-20シーズンはエクトル・ベジェリンの負傷の影響で右サイドバックで出場機会を得た。
2020年8月29日、FAコミュニティ・シールドのリヴァプール戦に勝利しマン・オブ・ザ・マッチに選出。さらに、試合直後にイングランド代表初招集が発表され誕生日に嬉しいことが重なる記念すべき日となった。2021年2月1日、シーズン終了までウェスト・ブロムウィッチ・アルビオンFCへローン移籍することが発表された。
2021年8月30日、同シーズン開幕からの公式戦4試合で2試合に終盤途中出場したに留まっていた彼に対してエヴァートンFCが買取オプション付きローン移籍オファーをしたがアーセナルはこれを拒否したと複数メディアで報じられた。その直後、自身のSNS上に「私が望むのは、行きたい場所に行きプレイできる場所に行くことだ」と泣き顔の絵文字を添えて投稿し移籍希望を公言したことで物議を醸した。しかし、その後ミケル・アルテタ監督と話し合いの機会がもたれたと報じられアーセナルに残留した。同年12月26日、プレミアリーグのノリッジ戦前に行われた新型コロナの検査で陽性反応となったことを公式が発表。
2022年1月8日、ASローマへシーズン終了までローン移籍することが公式発表された。背番号はアーセナル時から引き続き15番となった。
2022年9月1日、移籍期間終了間際にサウサンプトンFCへローン移籍することが公式発表された。報道によると契約には買取オプションが付いてる。2023年6月16日、6月30日をもって契約満了によりアーセナルを退団することが発表された。
フリーとなったのち、2023年8月7日にオリンピック・リヨンはメイトランド＝ナイルズが2027年6月30日までの4年契約で加入したことが報じられ、翌日クラブも加入を発表した。

### 代表
各年代でイングランド代表に選出されており、UEFA U-19欧州選手権2016や2017 FIFA U-20ワールドカップなどに参加した。2020年8月29日、FAコミュニティ・シールドに勝利した直後に逮捕・起訴されたハリー・マグワイアの代わりとしてイングランドA代表に追加で初招集されたことが発表された。同年9月8日、UEFAネーションズリーグのデンマーク戦でイングランド代表初出場を果たした。

## 個人成績

### クラブ
| クラブ         | シーズン | リーグ             | リーグ戦 | リーグ戦 | カップ戦 | カップ戦 | リーグ杯 | リーグ杯 | 国際大会 | 国際大会 | その他 | その他 | 合計 | 合計 |
| クラブ         | シーズン | リーグ             | 出場     | 得点     | 出場     | 得点     | 出場     | 得点     | 出場     | 得点     | 出場   | 得点   | 出場 | 得点 |
| -------------- | -------- | ------------------ | -------- | -------- | -------- | -------- | -------- | -------- | -------- | -------- | ------ | ------ | ---- | ---- |
| アーセナル     | 2014-15  | プレミアリーグ     | 1        | 0        | 1        | 0        | 0        | 0        | 1        | 0        | 0      | 0      | 3    | 0    |
| アーセナル     | 通算     | 通算               | 1        | 0        | 1        | 0        | 0        | 0        | 1        | 0        | 0      | 0      | 3    | 0    |
| イプスウィッチ | 2015-16  | チャンピオンシップ | 30       | 1        | 2        | 1        | 0        | 0        | -        | -        | 0      | 0      | 32   | 2    |
| イプスウィッチ | 通算     | 通算               | 30       | 1        | 2        | 1        | 0        | 0        | -        | -        | 0      | 0      | 32   | 2    |
| アーセナル     | 2016-17  | プレミアリーグ     | 1        | 0        | 3        | 0        | 3        | 0        | 0        | 0        | 0      | 0      | 7    | 0    |
| アーセナル     | 2017-18  | プレミアリーグ     | 15       | 0        | 1        | 0        | 3        | 0        | 9        | 0        | 0      | 0      | 28   | 0    |
| アーセナル     | 2018-19  | プレミアリーグ     | 16       | 1        | 2        | 0        | 2        | 0        | 10       | 1        | 0      | 0      | 30   | 2    |
| アーセナル     | 2019-20  | プレミアリーグ     | 20       | 0        | 5        | 0        | 1        | 1        | 6        | 0        | 0      | 0      | 32   | 1    |
| アーセナル     | 2020-21  | プレミアリーグ     | 11       | 0        | 1        | 0        | 3        | 0        | 5        | 0        | 1      | 0      | 21   | 0    |
| アーセナル     | 通算     | 通算               | 63       | 1        | 12       | 0        | 12       | 1        | 30       | 1        | 1      | 0      | 118  | 3    |
| WBA            | 2020-21  | プレミアリーグ     | 12       | 0        | -        | -        | -        | -        | -        | -        | 0      | 0      | 12   | 0    |
| WBA            | 通算     | 通算               | 12       | 0        | -        | -        | -        | -        | -        | -        | 0      | 0      | 12   | 0    |
| 総通算         | 総通算   | 総通算             | 106      | 2        | 15       | 1        | 12       | 1        | 31       | 1        | 1      | 0      | 165  | 5    |

### 代表
- 国際Aマッチ 5試合 0得点

| イングランド代表 | 国際Aマッチ | 国際Aマッチ |
| 年               | 出場        | 得点        |
| ---------------- | ----------- | ----------- |
| 2020             | 5           | 0           |
| 通算             | 5           | 0           |

## タイトル

### クラブ
アーセナル
- FAコミュニティ・シールド : 2017, 2020
- FAカップ : 2019-2020

ASローマ
- UEFAヨーロッパカンファレンスリーグ : 2021-22

### 代表
U-20イングランド代表
- FIFA U-20ワールドカップ : 2017